# Biden (famiglia)

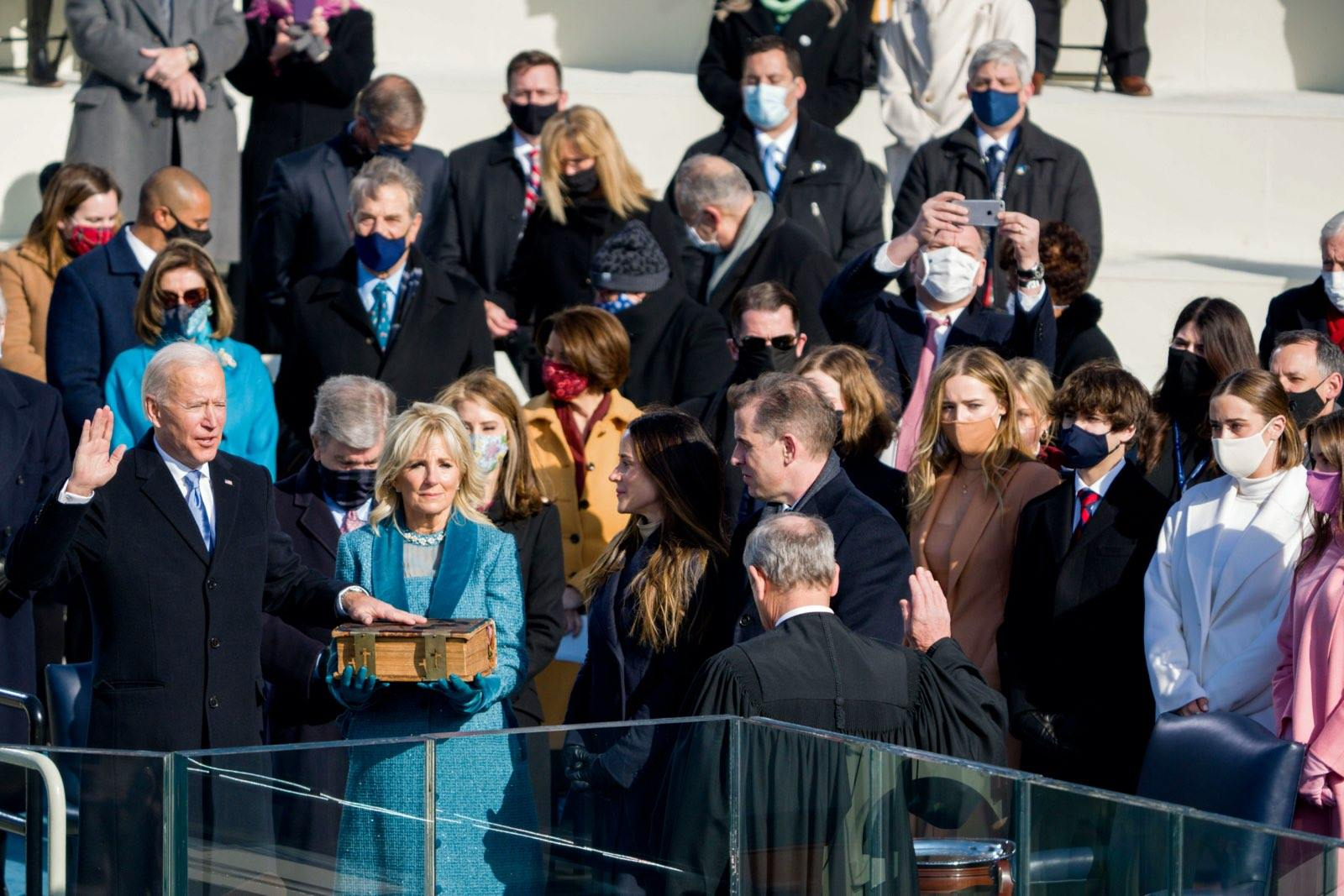
Joe Biden, circondato dai membri della sua famiglia, mentre presta giuramento presidenziale durante la cerimonia di insediamento nel 2021

La famiglia Biden è una famiglia statunitense composta da diversi membri importanti.

## Mogli, figli e nipoti
Joe Biden si è sposato due volte e ha avuto quattro figli.
- Neilia Hunter Biden (nata Hunter), sposò Joe Biden nel 1966. Nel dicembre 1972, mentre Joe Biden era il senatore eletto, Neilia e sua figlia morirono in un incidente stradale; i suoi due figli sono rimasti feriti.[1]
  - Beau Biden (Joseph R. Biden III) (1969-2015),[2] Procuratore generale del Delaware e figlio di Joe Biden. È morto di cancro al cervello nel maggio 2015.[3]
    - Due bambini: Natalie Naomi e Hunter.

  - Hunter Biden (Robert Hunter Biden), ex manager e figlio di Joe Biden.[4]
    - Ha tre figlie con la sua prima moglie Kathleen: Naomi, Finnegan e Maisy.
    - Hunter è il padre biologico e legale di un quarto figlio, identificato nei documenti del tribunale come NJR, con Lunden Roberts.[5]
    - Ha sposato la sua seconda moglie, Melissa Cohen Biden, nel 2019.[6]

  - Naomi Christina Biden (1971–1972), soprannominata "Amy"; morì nello stesso incidente di sua madre Neilia.
- La dottoressa Jill Biden, ex first lady ed ex second lady degli Stati Uniti; educatrice; e la seconda moglie di Joe Biden, sposata nel 1977.
  - Ashley Biden (Ashley Blazer Biden) (nata nel 1981), figlia di Joe Biden. È diventata un'assistente sociale ed ex dipendente del Dipartimento dei servizi per l'infanzia, i giovani e le loro famiglie del Delaware. È sposata con il dottor Howard Kerin.[7]

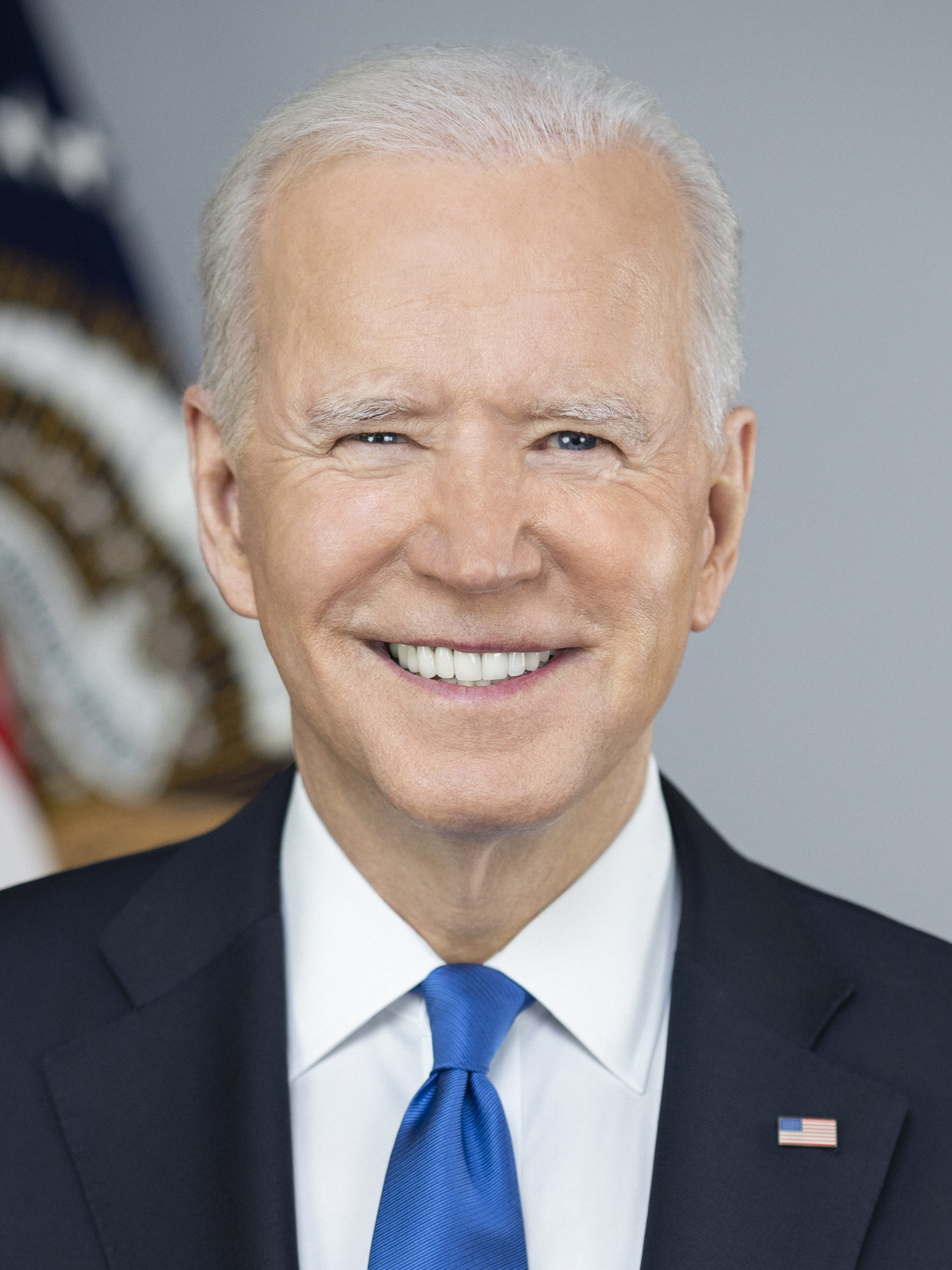
Joe Biden
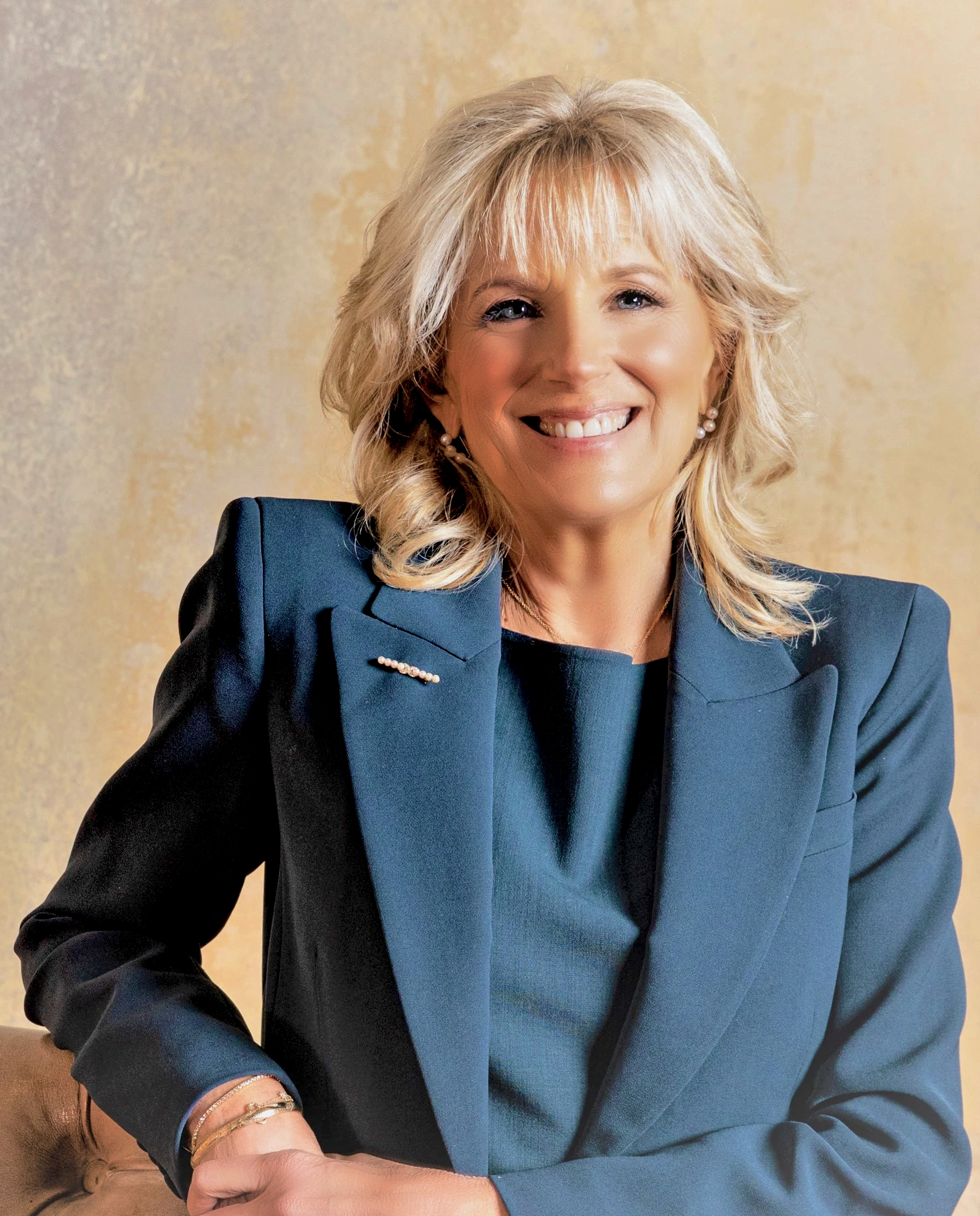
Jill Biden
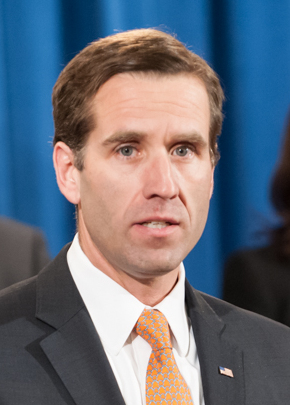
Beau Biden
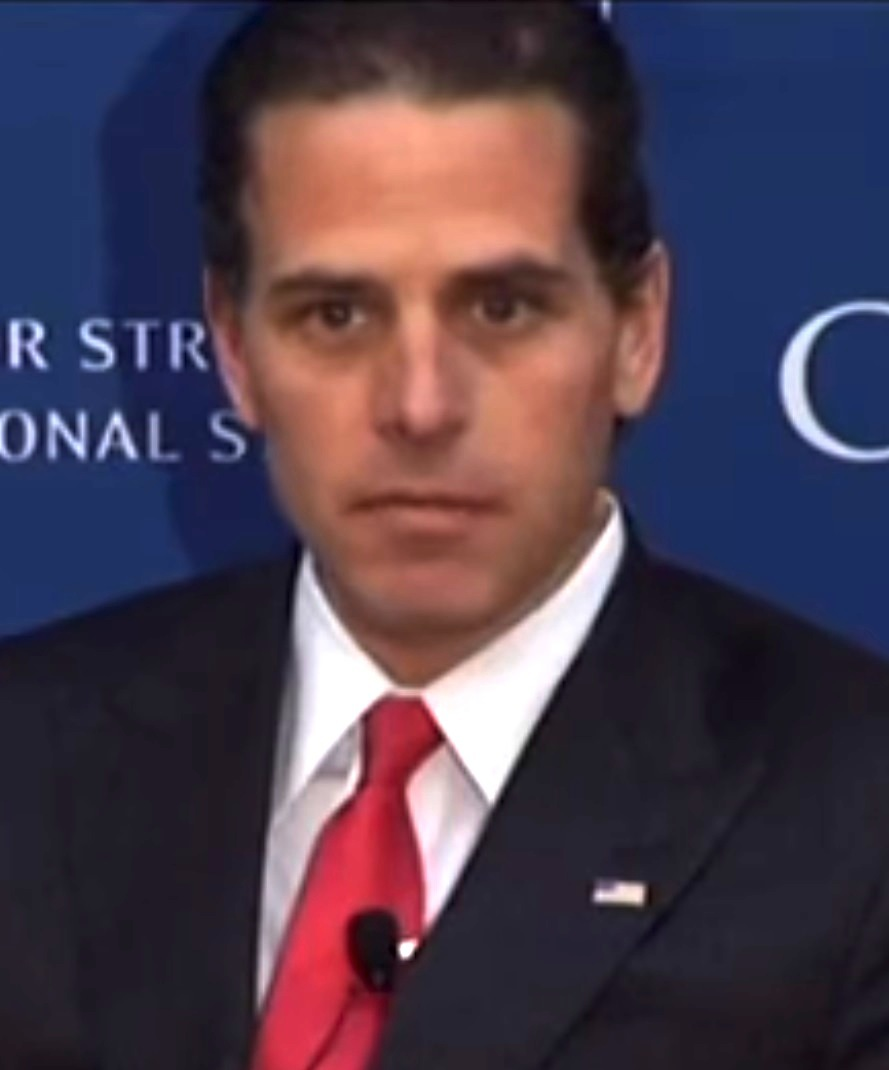
Hunter Biden
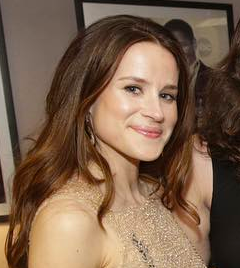
Ashley Biden

## Genitori e fratelli
Joseph Robinette "Joe" Biden Jr. è nato il 20 novembre 1942, al St. Mary's Hospital di Scranton, Pennsylvania, figlio di Catherine Eugenia "Jean" Biden (nata Finnegan; 7 luglio 1917 - 8 gennaio 2010) e Joseph Robinette Biden Sr. (13 novembre 1915 - 2 settembre 2002), che si sposarono nel 1941. Dopo la morte di Jean Finnegan Biden l'8 gennaio 2010, il presidente Barack Obama si recò a Wilmington, Delaware, per partecipare al funerale del 12 gennaio.
Joe Biden è il più vecchio di quattro fratelli di una famiglia cattolica, seguito dalla sorella minore [Mary] Valerie Biden Owens e da due fratelli minori, Francis William "Frank" Biden e James Brian "Jim" Biden: Valerie è stata una delle responsabili delle campagne presidenziali di Joe Biden.

## Antenati
I genitori di Joseph Sr., Mary Elizabeth (nata Robinette) Biden (1894-1943) e Joseph Harry Biden (1893-1941), un imprenditore petrolifero di Baltimora, nel Maryland, erano di discendenza inglese, francese e irlandese. Il terzo bisnonno paterno di Biden, William Biden (1787–1849), nacque nel Sussex, in Inghilterra, lasciò l'Inghilterra, emigrò negli Stati Uniti e si stabilì nel Maryland.
I genitori di Jean erano Geraldine Catherine (nata Blewitt) Finnegan e Ambrose Joseph Finnegan. Jean era di discendenza irlandese, con radici attribuite in vari modi alla contea di Louth e alla contea di Londonderry. Genealogisti irlandesi hanno presentato a Joe Biden la sua storia familiare materna irlandese durante la sua visita lì nel 2016. Il bisnonno materno di Joe (il padre di Geraldine), Edward Francis Blewitt, figlio di immigrati irlandesi da Rappagh, Ballina, Contea di Mayo, era un membro del Senato dello Stato della Pennsylvania.